# Аудриньская трагедия
А́удриньская траге́дия (латыш. Audriņu traģēdija) — массовое уничтожение мирных жителей деревни Аудрини Макашенской волости Резекненского уезда 2—4 января 1942 года силами местных полицаев, состоявших на службе рейсхкомиссариата «Остланд» нацистской Германии.

## Хроника карательной акции
В Aудрини жили в основном русские староверы. В конце 1941 года одна из жительниц деревни, Анисья Глушнёва, спрятала сына-красноармейца Родиона Глушнёва и пять его товарищей, которые вырвались из Резекненского лагеря военнопленных.
18 декабря полицейские второго участка резекненской полиции Лудборж и Ульянов по доносу жительницы соседней деревни Заречье Марины Морозовой и её матери Акулины Роговой явились в дом Глушнёвой. Красноармейцы оказали сопротивление, в перестрелке были убиты Лудборж и один из красноармейцев, остальные бежали.
Впоследствии, согласно свидетельским показаниям, Рогова оправдывалась: «Я хотела сгубить Глушнёву, а не всех».
В тот же день каратели во главе с 33-летним капитаном Болеславом Майковским окружили избу Глушнёвой, схватили Анисью и её младшего сына Василия. Майковский лично применял к ним пытки, пытаясь выяснить, куда ушли беглецы.
Другая группа полицейских отправилась прочёсывать лес, но 21 декабря потеряла в перестрелке ещё трёх человек. Только 31 декабря полиции удалось настичь, окружить и уничтожить группу Глушнёва.
Начальник Управления полиции Резекненского уезда майор Альберт Эйхелис, вернувшись в Резекне из рейда по поискам Глушнёва, предложил Майковскому попросить у Даугавпилсского окружного комиссара Фридриха Швунга разрешения на полное уничтожение деревни Аудрини и её жителей. Такое разрешение ими было получено 21 декабря 1941 года.
С утра 22 декабря каратели начали обходить Аудрини дом за домом, приказывая крестьянам одеться и выйти на улицу. Всех собрали в сарае, после чего на подводах перевезли в Резекненскую тюрьму.
По всему Резекненскому уезду в людных местах был расклеен приказ за подписью командира полиции безопасности рейхскомиссариата «Остланд» оберштурмбанфюрера СС Штрауха об уничтожении Аудриней и аресте и всех её жителей за укрывательство красноармейцев (о тотальном уничтожении населения Штраух умолчал). 30 аудриньских мужчин предписывалось расстрелять публично, на базарной площади г. Резекне.
Объявление Штрауха гласило:

Командир германской полиции государственной безопасности Латвии
сим извещает следующее:
1. Несмотря на неоднократное объявление, что лица, принимающие участие в противогосударственной деятельности, будут подвергаться строжайшему суду, и особо строго будут наказаны те лица, которые дадут приют всякому вредному элементу в своих квартирах и хозяйствах, прячут, кормят и снабжают их оружием и таким образом работают против постановления германских учреждений.
В последнее время некоторые события убедили меня, что воззвания германских учреждений о заявлении таких случаев в полицию не были исполнены.
2. Жители деревни Аудрины Режицкого уезда более четверти года скрывали у себя красноармейцев, прятали их, давали им оружие и всячески способствовали им в противогосударственной деятельности.
В борьбе с такими элементами были расстреляны латышские полицейские.
3. Как наказание я назначил следующее:
a) смести с лица земли деревню Аудрины,
b) жителей деревни Аудрины арестовать,
c) 30 жителей мужского пола деревни Аудрины 4. Ι. 1942 г. публично расстрелять на базарной площади гор. Режицы.
И впредь приму строжайшие меры как против лиц, которые думают настоящий порядок саботировать, также — против лиц, которые этим элементам оказывают какую-либо помощь.
Командир германской полиции государственной безопасности Латвии Штраух, SS-Obersturmbannführer.

2 января 1942 года в Аудрини явились каратели во главе с Эйхелисом и Майковским. Эйхелис спланировал поджечь 42 аудриньских двора одновременно, для чего возле каждого были поставлены полицейские с факелами. В 2 часа дня деревня была подожжена по сигналу ракеты, выпущенной Эйхелисом.
3 января 1942 года жителей Аудрини стали выводить из тюрьмы, грузить на машины и вывозить к Анчупанским холмам, примерно в 5 км от Резекне. Ямы-могилы были вырыты заранее. Расстреливать начали сразу. Расстрел вели местные полицейские из посёлка Малта во главе с Харальдом Пунтулисом. За организацию расстрела отвечал местный комендант, бывший капитан-лейтенант Латвийской армии Александр Мач.
У одной из женщин в тюрьме родился ребенок, которого мать перед расстрелом попыталась сунуть в кучу тряпья на краю могилы. Однако младенца заметил старший полицейский Смилтниекс и выстрелом в голову убил его. Свидетель Я. Клапарс вспоминал, что Смилтниекс потом хвастался: «Когда я выстрелил, он так и разлетелся вдребезги».
В первый день казни было расстреляно 170 (по другим данным — 205) жителей деревни, содержавшихся в тюрьме (в том числе более 50 детей). Ответственным за казнь был назначен бывший командир взвода айзсаргов, начальник 4-го участка полиции Резекненского уезда Харальд Пунтулис. Этот же человек ответствен за истребление евреев в Лудзе и проведение других карательных акций в Латгалии.
4 января 1942 года в 11.30 на Базарной площади в Резекне были расстреляны 30 мужчин из Аудрини, в том числе подростки от 10 до 17 лет. Группами по 10 человек их расстреливали 20 полицейских из поселка Малта.

## Память
Родион Глушнёв похоронен на Братском кладбище советских солдат в Вилянах.
В 1973 году в память о жертвах произошедшего на месте их захоронения в Анчупанских холмах был воздвигнут памятник, который создали ландшафтный архитектор Алфонс Kишкис и скульптор Раса Калниня-Гринберга.
Резекненская городская и краевая дума вспоминают 4 января 1942 года как траурную дату. На месте расстрела аудриньцев и гибели их деревни проводятся памятные мероприятия. В 2014 году память жертв расстрела почтил Раймонд Вейонис, в то время - министр обороны, позже избранный президентом Латвии. Он призвал не допускать подобных преступлений.

## Каратели
- Майковский Болеслав Язепович, 1909 г.р., начальник 2-го участка Резекненской полиции. После войны проживал в США[1][7].
- Пунтулис Харальд Петрович, 1909 г.р., в годы оккупации был назначен городским головой в Даугавпилсе. После войны ему удалось эмигрировать в Канаду, где открыл строительную фирму в Онтарио[1].
- Эйхелис Алберт Янович, 1912 г.р., 4 января 1942 года не только руководил расстрелом 30 аудриньских мужчин, но и лично добивал из пистолета раненых[2]. Бежал из Латвии с отступавшими фашистами и скрывался в Западной Германии, в городе Карлсруэ.

Обстоятельства гибели деревни Аудрини были раскрыты в документальном фильме «Vilkači» («Предатели»), в котором было рассказано о персональной роли латышских карателей в организации массовых убийств. Информатор ЦРУ, который видел этот фильм, будучи в поездке в Латвии, вспомнил, что в 1942 году слышал об уничтожении деревни Аудрини, однако это сделали немцы. Однако информатор счёл правдивым фильм, в котором рассказано о том, как Майковский предложил уничтожить население деревни за связь с партизанами, расстреляв или повесив всех поголовно. Он подтвердил, что в фильме была использована оригинальная немецкая кинохроника, захваченная после войны.
КГБ Латвийской ССР в 1964—1965 годах провело расследование деятельности руководителей полиции Резекненского уезда А.Эйхелиса, Б.Майковского, Х.Пунтулиса, Я.Басанковича, Я.Красовского и Петериса Вайчука, собрав в более чем 40 томах протоколы допросов и очных ставок обвиняемых, свидетелей, участников, пострадавших. В уголовном деле содержались не только данные об Аудриньском инциденте, но и о массовых убийствах и Холокосте в Резекне, Каунате, Виляке, Лудзе, Риебини.
Советское правительство требовало от Канады, США и ФРГ выдачи проживавших там военных преступников, но безуспешно. США отвергло запрос на основании того, что сомневается в справедливости судебной процедуры в СССР, хотя ФБР провело собственное расследование личности и преступлений получившего убежище в США Б. Майковского и получило неопровержимые доказательства его вины в военных преступлениях.
Уничтожение деревни Аудрини описано в двух рапортах. В первом, от 3 июля 1942 года, начальству в Даугавпилсе сообщается о том, что все жители деревни Аудрини были арестованы, а деревня сожжена. Второй, детальный отчет, датирован 8 июля 1942 года. «22 декабря прошлого года, — сообщается в рапорте, — по приказу регионального комиссара в Даугавпилсе все жители Аудрини были арестованы, а 2 января деревня была сожжена, а жители расстреляны. 30 человек подвергнуты публичной казни на рыночной площади в Резекне». Рапорт подписали начальник 2-го участка Резекненской вспомогательной полиции Болеслав Майковский, секретарь В. Штицманис.
На суде, проходившем в Риге с 11 по 30 октября 1965 года, свидетельские показания дали очевидцы событий из соседних деревень и города Резекне. Майковский, Пунтулис и Эйхелис были приговорены к расстрелу заочно. Представших перед судом Басанковича и Красовскиса суд приговорил к смертной казни, Вайчука — к заключению в исправительно-трудовой колонии строгого режима на 15 лет. Басанкович и Красовскис были расстреляны.

## Ревизия обвинений
После восстановления государственной независимости Латвийской Республики факты, касающиеся деятельности немецких коллаборантов, были подвергнуты переоценке, а доказательства их вины, собранные в советское время, сочтены сомнительными. Так, на сайте Музея оккупации Латвии весь суд над виновными в Аудриньском инциденте, состоявшийся в 1965 году, представлен как нападки советской власти на борца за свободу Латвии, активиста латышской диаспоры в США Майковского. Советский фильм о судебном процессе «Приговор обжалованию не подлежит» трактуется как советская пропаганда, призванная подтвердить «фашистскую природу» латышей. «Безусловно, уничтожение Аудрини — это трагический и неясный эпизод истории Латвии, однако факты, представленные в фильме, показывают методы работы советской пропаганды и КГБ, а не попытку установить истину и наказать виновных», — говорится на сайте музея. Приводятся показания агента-перебежчика Иманта Лещинскиса, который заявлял, что целью судов над военными преступниками были активисты антисоветских организаций и эмигрантской прессы, чтобы «скомпрометировать эмигрантские организации, руководимые военными преступниками». Лещинскис также заявил, что документы, на основании которых обвиняли Майковского, Эйхелиса и Пунтулиса, «могли быть сфальсифицированы», ведь тот же Майковскис был судим на Западе, но демократический суд не установил его вины, так как «все доказательства были основаны на предположениях».
Историк Каспарс Зеллис обратил внимание на то, что в Латвии наблюдается тенденция преувеличивать «немецкий фактор», что позволяет уменьшить ответственность местных жителей за военные преступления, оправдать их полностью или частично. Он напоминает слова социолога Зигмунта Баумана: «Идея о том, что преступники являлись естественной частью цивилизации или болезнью, ведет не только к морально удобному самооправданию, но и к опасному морально-политическому разоружению. Это позволяет дистанцироваться, поскольку события происходили в другое время, в другой стране, а виновны в них кто-то другие, а не мы».
В д. Полоное Псковской области в честь погибших жителей д. Аудрини названа улица.